# Museo di storia contemporanea della Russia
Il Museo di storia contemporanea della Russia (in russo Государственный центральный музей современной истории России?, Gosudarstvennyj central'nyj muzej covremennoj istorii Rossii) è un museo statale di Mosca ubicato nella tenuta neoclassica Cheraskov, appartenuta un tempo ai conti Razumovskij e sede dell'English Club dal 1831 al 1917.
Al 2022 la collezione ospitava 1,4 milioni di pezzi museali, mentre la biblioteca conservava circa 1 milione di libri.

## Storia
L'iniziativa di fondare questo museo venne intrapresa nel 1917 dalla Società del Museo della rivoluzione su spinta del giornalista Vladimir Pavlovič Kranichfel'd. Il 9 maggio 1924 venne ufficialmente istituito il Museo della rivoluzione con decreto del Comitato esecutivo centrale dell'Unione Sovietica, e Sergej Ivanovič Mickevič ne fu il primo direttore. Nel 1968 il museo divenne anche un istituto di ricerca e nel 1998 ricevette la denominazione corrente.

## Descrizione
Il museo è incentrato sui principali avvenimenti accaduti in Russia, come le rivolte guidate da Sten'ka Razin ed Emel'jan Ivanovič Pugačëv, la rivolta dei decabristi, le azioni dei democratici rivoluzionari e dei populisti, le rivoluzioni russe, la guerra civile russa e la costituzione dello Stato socialista. A partire dagli anni 2000 il museo è stato arricchito di contenuti atti a spiegare la storia della Russia del XXI secolo.
Il museo possiede 6 filiali: a Mosca hanno sede la casa-museo di Gleb Maksimilianovič Kržižanovskij, la Tipografia sotterranea del 1905-1906 nel quartiere di Presnenskij e la Galleria Evtušenko. Fuori città vi sono i memoriali "Katyn" nel villaggio di Koz'i Gory (oblast' di Smolensk) e "Mednoe" nell'omonimo villaggio del Kalininskij rajon (Oblast' di Tver').